# Christ Klep
Christ Klep (1959) is een Nederlands militair historicus.

## Carrière
Klep studeerde in 1986 af in de opleiding tot leraar geschiedenis aan de Stichting Opleiding Leraren (SOL) in Utrecht. Hij was tot 2000 werkzaam bij het Nederlands Instituut voor Militaire Historie, verbonden aan het Ministerie van Defensie. Daar specialiseerde hij zich in de Tweede Wereldoorlog en internationale vredesmissies.
Tot 2010 was hij verbonden aan het departement Geschiedenis en Kunstgeschiedenis (Geschiedenis der Internationale Betrekkingen) van de Universiteit Utrecht. In februari 2009 promoveerde hij op het proefschrift Somalië, Rwanda, Srebrenica. De nasleep van drie ontspoorde vredesmissies. Hierin onderzoekt hij hoe drie westerse landen — Canada, België en Nederland — omgingen met hun missies in respectievelijk Somalië, Rwanda en Srebrenica, die alle een onfortuinlijk einde kenden.
Hierna was Christ Klep verbonden aan de Universiteit van Amsterdam waar hij onder meer betrokken was bij de masteropleiding Militaire Geschiedenis.
Christ Klep was docent aan de Roosevelt Academy in Middelburg, deed onderzoek voor verschillende instituten waaronder het Nederlands Instituut voor Geschiedenis in Den Haag en opleidingen van het Nederlandse Ministerie van Defensie, werkt als freelance auteur en treedt regelmatig op als commentator bij militaire onderwerpen.